# Тромсдорф
Тромсдорф (нем. Tromsdorf) — коммуна в Германии, в земле Саксония-Анхальт, входит в район Бургенланд в составе городского округа Эккартсберга.
Население составляет 198 человек (на 31 декабря 2013 года). Занимает площадь 9,14 км².

## История
Тромсдорф был основан в период существования Франкского государства в VI—VII веке. Позднее поселение стало управляться Фульдским аббатством.
1 июля 2009 года, после проведённых реформ, коммуна вошла в состав образованного городского округа Эккартсберга, а управление Ан дер Финне было упразднено.

## Галерея

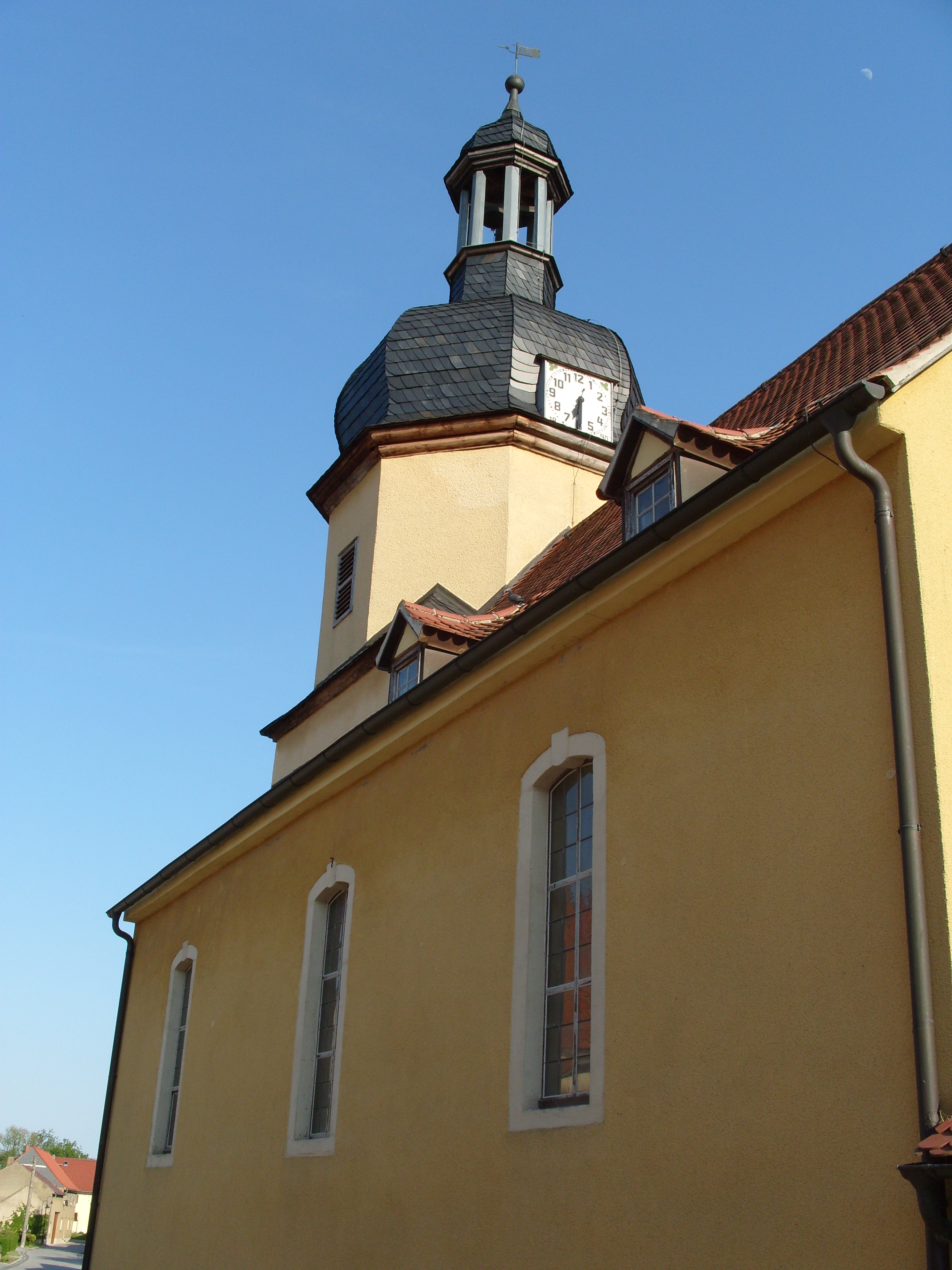
Церковь в Тромсдорфе
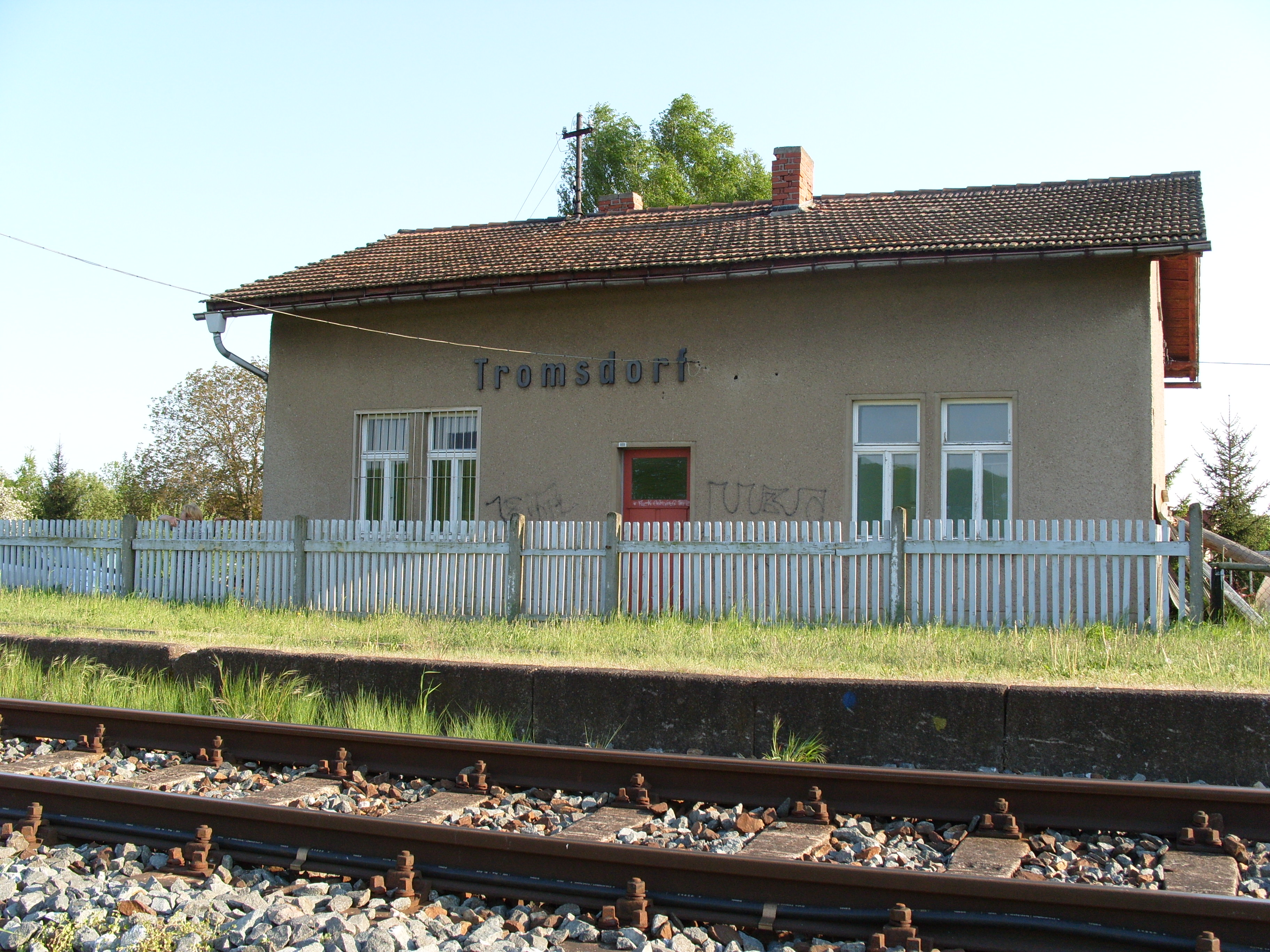
Ж/д станция Тромсдорфа